# Cantón de Chatou
El cantón de Chatou (en francés canton de Chatou) es una circunscripción electoral francesa situada en el departamento de Yvelines, de la región de Isla de Francia. La cabecera (bureau centralisateur en francés) está en Chatou.

## Historia
Fue creado en 1964. Al aplicar el decreto n.º 2014-214 del 21 de febrero de 2014 sufrió una redistribución comunal con cambios en los límites territoriales.